# 柳本卓治
柳本 卓治（栁本 卓治、やなぎもと たくじ、1944年11月11日 - ）は、日本の政治家。衆議院議員（6期）、参議院議員（1期）、衆議院法務委員長、衆議院北朝鮮による拉致問題等に関する特別委員長、参議院憲法審査会長、大阪市会議員（3期）などを務めた。衆議院議員の柳本顕は甥。

## 来歴
大阪府大阪市西成区生まれ。大阪教育大学附属天王寺高等学校、早稲田大学商学部卒業。早稲田大学大学院商学研究科修士課程修了。早大院修了後、中曽根康弘衆議院議員の秘書を務める。
1975年、大阪市議会議員選挙に出馬し、当時最年少で初当選、大阪市議を3期11年務めた。その後、1986年の第38回衆議院議員総選挙に無所属で旧大阪1区（定数3）から出馬し落選ののち、1990年の第39回衆議院議員総選挙にて自由民主党公認で初当選。続く1993年の第40回衆議院議員総選挙では落選。1996年の第41回衆議院議員総選挙では、小選挙区比例代表並立制の導入に伴い大阪3区から出馬。選挙区では新進党公認の田端正広に敗れるが、重複立候補していた比例近畿ブロックで復活し、約3年ぶりに国政へ復帰した。2000年の第42回衆議院議員総選挙以降は、自民・公明の選挙協力により比例近畿ブロック単独で出馬し、連続4選。
1996年、第2次橋本改造内閣で労働政務次官に任命された。1999年、小渕第2次改造内閣で環境政務次官に就任し、小渕恵三首相の急逝に伴い発足した第1次森内閣でも再任。2003年から衆議院法務委員長、2008年から北朝鮮による拉致問題等に関する特別委員長を務める。2009年の第45回衆議院議員総選挙では、自身は比例近畿ブロック単独で6選したが、大阪3区から出馬した公明党の田端正広は、民主党（のちに離党し、国民新党に入党）の中島正純に敗れ、落選した。同年、自由民主党副幹事長に就任。2012年12月3日、第46回衆議院議員総選挙に立候補しない意向を表明した。
2013年1月、自民党大阪府連の党員投票により、同年7月の第23回参議院議員通常選挙における大阪府選挙区（定数4）の公認候補に内定し、得票数2位で当選した。
2014年、参議院憲法審査会会長に就任。
2018年5月、2019年の第25回参議院議員通常選挙に出馬せず政界を引退することを表明。
2019年、旭日大綬章受章。

## 政策・主張

### オールゼロ議員
2014年の第186回国会において、大臣、副大臣、政務官、補佐官、議長、副議長、委員長のいずれの要職にもついていなかったのみならず、質問、議員立法、質問主意書提出のいずれもなかったことが指摘された。

### 大阪都構想における共産党との連携
2015年に行われた住民投票に際して、自民党の大阪府支部連合会（大阪府連）は反対の立場を示し日本共産党との連携を積極的に進めたが、柳本は、同年5月10日、日本共産党の街宣車に上り、「この車であいさつするのは初めてだが、非常に気持ちがいい。何か兄弟と一緒におるような」と訴えたことに対して所属する自民党内から批判の声が上げられた。日本共産党によると、柳本は別の反対集会（4月28日）でも「共産党の先生方が人間愛の上に立って政治をし、家庭の幸せを照準に日常活動を続けておられることに敬意を表しています」などと演説したという。 

### その他
- 選択的夫婦別姓制度の導入に反対[14]。
- たばこ税の増税に反対しており、2010年の財務金融委員会で提出された「公平性を欠くたばこ税増税反対に関する請願」の紹介議員に名を連ねている[15]。

## 統一教会との関係
- 2017年2月、世界平和統一家庭連合（旧統一教会）の関連団体天宙平和連合（UPF）は、韓国のソウルで「第4回ワールドサミット」を開催した[16]。同時に開催された世界平和国会議員連合（IAPP）の総会に柳本は、山本朋広や武田良太とともに参席し[17]、韓鶴子総裁から統一教会を国の宗教（国教）にするという「国家復帰指令」を受けた[18]。
- 2017年11月21日、統一教会が韓鶴子総裁を主賓に迎えて、1万人集会「孝情ファミリーフェスティバル in OSAKA」を大阪府立門真スポーツセンターで開催。柳本は来賓代表として祝辞を述べた[19]。
- 2017年11月28日、統一教会の関連組織である「日韓トンネル推進全国会議」の結成大会が東京都千代田区の海運クラブで開催[20][21]。同大会に出席しスピーチした[22]。
- 2018年7月1日、統一教会が韓鶴子総裁を主賓に迎えて「日本宣教60周年 2018神日本家庭連合 希望前進決意2万人大会」をさいたまスーパーアリーナで開催。柳本、工藤彰三、三ッ林裕巳、神山佐市、本村賢太郎、宮島喜文ら6人の国会議員が招かれ、柳本は祝辞を述べた[23]。
- 2019年7月21日、統一教会は「2019忠清圏 孝情、真の家庭希望フェスティバル」を韓国天安市の柳寛順体育館で開催。柳本は同フェスティバルに来賓出席し、日本の国会議員を代表してスピーチした。また、同日、教団が主催した「韓・日国会議員 外交懸案特別懇談会」に梶栗正義と出席し、記者会見を行った[24]。
- 2020年2月4日、韓鶴子の自叙伝『인류의 눈물을 닦아주는 평화의 어머니』[25]の出版記念式典が韓国のKINTEXで開催。柳本は同式典に出席し、日本語版『人類の涙をぬぐう平和の母』（光言社）の贈呈式を行った[26]。
- 2021年6月11日、統一教会の関連団体「天宙平和連合」が創設した世界平和国会議員連合の日本の議員連盟「日本・世界平和議員連合懇談会」の総会が衆議院第一議員会館で開催。柳本を含む20人の国会議員が出席し[27]、柳本は顧問に就任した。同議連は前年に設立された団体で、初代会長は大野功統だった[28][29]。総会で会長に選出された原田義昭は6月15日、フェイスブックにその旨を記載するとともに、出席議員と国際勝共連合会長の梶栗正義がガッツポーズをする写真を掲載した[27][29]。翌16日、原田は投稿から写真だけ削除した[30]。
- 2022年6月13日、「日本・世界平和議員連合懇談会」の総会が開催され、柳本は前年に続いて顧問に選出された。同じく顧問の国際勝共連合会長の梶栗が講演をし、講演の際、統一教会の関連団体「平和政策研究所（IPP）」が発行する「政策情報レポート」が配られた。総会資料のアンケート用紙には、梶栗が会長を務める統一教会の友好団体「世界平和連合」に関する記述があり、「次期参議院選挙の地方区で、世界平和連合の応援を希望する議員がおられればお書き下さい」と書かれてあった[31]。

## 政治資金
暴力団関連企業からの献金
2004年2月10日、大阪府の自民党の21の支部で、暴力団の経営への関与が取り沙汰される企業25社からの、2004年までの3年間だけで総額1213万円に上る政治献金が発覚。献金を受けていた21支部は衆議院、府議、市議ら、自民党の19人の議員が代表を務めており、そのうち3支部は柳本が代表を務めていた。報道を受け、柳本は、報道が事実であれば支部に対し、受領した政治献金を返金するよう指導する意向を示した。
大阪市幹部職員へのパーティー券送付
2006年10月4日、大阪市の市長室秘書部が柳本側の依頼を受け、約10年間に渡って1枚3万円の柳本の政治資金パーティー「衆議院議員柳本卓治君を励ます会」のパーティー券を、毎年数百枚単位で市の幹部職員に購入するよう斡旋する等、政治資金規正法に抵触する恐れのある行為が行われていたことが報じられた。この報道を受けて実施された大阪市の幹部職員に対する調査にれば、2004年から2005年までの2年間で少なくとも163枚（489万円分）を幹部職員が購入しており、そのうち94枚（282万円分）の購入費は管理職の親睦団体の積立金から支出されていた。また、市長室からの購入依頼はなかったものの、職員から相談があった場合に市長室は「個人で判断すべきだが、可能であれば協力してあげてはどうか」と市長室側は回答していた。柳本の政治資金パーティーの案内状及び参加費の振込用紙は部長級以上の幹部の自宅に郵送されており、振込用紙には通し番号が振られていたため、誰が購入したかが分かる仕組みになっていた。パーティー券の売れ行きが悪い場合、柳本側から大阪市幹部や市長室に「協力をいただけていないみたいですね」などと電話が入ることもあった。報道を受け、柳本は「善意のご協力をいただいた皆様に迷惑をかけることや誤解を招くことは本意ではないので、これを機会にパーティー券の送付を控えたい」と釈明した。
政党支部への迂回寄付
柳本が自身が代表を務める自民党支部に対し、2009年6月19日に600万円を寄付し、同年12月7日に柳本の政治資金管理団体「柳栄会」が、自民党支部から500万円の献金を受領していたことが、2013年4月に発覚した。個人が政治団体に寄付をした場合、寄付金の額に応じて税が還付される制度があり、柳本は税の還付を受けていたことを認め、修正申告を行い還付金相当額を追納したが、資金の還流については「需要に応じた資金の移動であり迂回寄付の指摘はあたらない」と釈明した。

## 所属団体・議員連盟
- 日本会議国会議員懇談会[38]
- 神道政治連盟国会議員懇談会[38]
- 日韓議員連盟
- 日本囲碁文化振興議員連盟（会長）[39]
- 世界平和国会議員連合

## 著書
- 商都大阪の挑戦（大阪新聞社）
- 歴史に学ぶ大阪の未来（大阪新聞社）
- 「中曽根康弘」語録―哲人政治家の素顔（産経新聞出版）
- 愛なくば、政治は死す! 中曽根康弘語録II（産経新聞出版）
- 三十三年の夢 志熱く 止むことなし（産経新聞出版）